# نیاز محمد امیری
نیاز محمد امیری (زاده: ۱۳۳۸ ولسوالی ده‌یک، ولایت غزنی) سیاست‌مدار افغانستانی و نماینده مردم غزنی در دوره پانزدهم مجلس نمایندگان افغانستان است.

## زندگی‌نامه
نیاز محمد امیری متولد ۱۳۳۸ از ولسوالی ده‌یک ولایت غزنی افغانستان است. وی دارای مدرک بکلوریا (دیپلم) از دارالعلوم عربی است.

## دیگر فعالیت‌ها
- حضور در جبهه جنگ و مقاومت.[۱]